# 木村博之 (グラフィックデザイナー)
木村 博之（きむら ひろゆき、1956年 - ）は、日本のグラフィックデザイナー。株式会社チューブグラフィックス代表。

## 概要
日本におけるインフォグラフィックスの第一人者。
1956年、宮城県女川町生まれ。宮城県石巻高等学校、明治大学卒。
1986年2月25日に株式会社チューブグラフィックスを設立し、代表取締役を務める。
1998年に長野オリンピックにて競技インフォグラフィックスをコンセプトとする『長野オリンピック公式ガイドブック』をはじめとする企画デザインを制作した。
光村図書出版の令和2年度版小学校教科書「国語」の小学校4年向け教科書に著作「思いやりのデザイン」が掲載されている。
現在はインフォグラフィックスやコンセプトデザインを提供する本職の他に、1998年から千葉大学工学部デザイン工学科非常勤講師、2012年から東北工業大学ライフデザイン学部クリエイティブデザイン学科非常勤講師、2015年から明治大学情報コミュニケーション学部兼任講師を務め、社会人向けのセミナーやワークショップも開いている。

## 著書
- 『インフォグラフィックス―情報をデザインする視点と表現』誠文堂新光社、2010年8月1日。ISBN 978-4416609279。
- 情報デザインフォーラム（共著）『情報デザインの教室 仕事を変える、社会を変える、これからのデザインアプローチと手法』丸善、2010年8月31日。ISBN 978-4621082720。
- 『システム企画・提案の図解術』日経SYSTEMS、2015年5月21日。ISBN 978-4822277413。
- 木村博之（共著）『情報デザインのワークショップ』丸善出版、2014年7月30日。ISBN 978-4621088371。